# Claus Andersen (1624–1681)
Ej att förväxla med Claus Andersen (1859–1911)
Claus Andersen, född 1624, död 1681, var en norsk köpman och ämbetsman. 
Claus Andersen var son till köpmannen och fogden i Telemark Anders Michelsen (död 1626) och Maren Andersdatter. Han kombinerade affärsverksamhet med offentliga ämbeten och blev med sin trähandel en av Norges rikaste män på 1600-talet.
Han var fogde i Telemark 1651–55.
Han gifte sig 1857 med sin kusin Anne Christensdatter (död på 1690-talet). Paret hade nio barn, varav tre döttrar, och byggde upp en dynasti genom att gifta bort döttrar med andra affärsmän. En av döttrarna var Anne Clausdatter, som är känd från visan Stolt Anne.